# Klinisk fysiologi
Klinisk fysiologi (KlinFys) är en medicinsk specialitet inriktad på funktionsdiagnostik, det vill säga utredning av funktionen i olika organsystem, främst hjärta, blodkärl, lungor och njurar, med en lång rad metoder där man analyserar och väger samman information från bland annat EKG, tryck/flödesmätningar och bildgivande metoder som ultraljud och nukleärmedicin.

## Definition
Socialstyrelsen beskriver specialiteten enligt följande:
Klinisk fysiologi är en diagnostisk medicinsk specialitet som karakteriseras av mätning, analys och bedömning av fysiologiska och patofysiologiska förlopp  hos en patient genom integrativ och vetenskapligt grundad tillämpning av funktions- och bildgivande undersökningsmetoder. Detta förutsätter kunskap om mätutrustning, bild- och signalbehandling och diagnostiska resonemang, liksom bakomliggande fysikaliska, tekniska, matematiska och statistiska principer.
Centralt i en klinisk fysiologisk bedömning är att utifrån patientens anamnes och status tolka mätvärden och bilder registrerade under standardiserade betingelser liksom förändringar i dessa över tiden eller vid provokation.
Arbetet är problemlösande och förutsätter tvärprofessionellt samarbete med andra yrkeskategorier. Dessutom behövs multidisciplinär samverkan med remitterande enheter och andra specialiteter som använder funktionella och morfologiska metoder som kan ge liknande eller kompletterande information. En specialist i klinisk fysiologi behöver kunna tillräckligt om sådana metoder för att kunna ge råd till remitterande läkare om bästa handläggning av patienten.
Specialiteten har ett ansvar att bedriva vetenskap, metodutveckling, kvalitetsutveckling och utbildning inom kompetensområdet.

## Inriktningar
Fysiologi är läran om kroppens funktioner, och klinisk fysiologi fokuserar på funktionsundersökningar till skillnad från radiologi som i huvudsak fokuserar på morfologi / anatomi. Funktionsundersökningar kan inriktas på olika fysiologiska fenomen: blodflöden i hjärta/blodkärl som vid ekokardiografi eller kärlsonografi, elektrisk aktivitet (till exempel EKG), blodtryck (till exempel i fingrar och tår), luftflöden (till exempel lungfunktionsundersökning med spirometri) lungvolymer (som kan mätas i kroppspletysmograf, så kallad "bodybox"), metabolism som kan värderas genom avbildning med bland annat magnetkamera (MR) eller blodflödesfördelning och cellulärt upptag av radioaktivt märkta bärarmolekyler som används inom nuklearmedicinska metoder -  gammakamera / SPECT respektive positronemissionstomografi (PET). På vissa avdelningar används även metoder från de angränsande specialiteterna nuklearmedicin, klinisk neurofysiologi eller radiologi.
Viktiga delar av klinisk fysiologi idag är:
Ekokardiografi  Ultraljudsundersökning av hjärtat för att kartlägga bland annat pumpförmåga, hjärtrummens storlek och hjärtklaffarnas funktion, en central undersökning inom kardiologi för att utreda hjärtsvikt, klaffel och medfödda hjärtfel och avgöra när hjärtkirurgi kan vara aktuell.
Kärldiagnostik  Bland annat ankel- /tåtrycksmätning samt artärsonografi, vensonografi och trombossonografi (ultraljudsundersökning för att utreda ateroskleros, venös insufficiens respektive djup ventrombos).
Arbetsfysiologi  Undersökningar av hur kroppen reagerar vid arbetsprovokation, som i Europa vanligen utförs som bencykling på en cykelergometer - detta tillåter noggrann mätning av utfört arbete (i Watt). Under provokationen registreras olika fysiologiska parametrar såsom EKG, hjärtfrekvens, blodtryck, andningsfrekvens, och patienten får skatta symtom såsom bröstsmärta, andfåddhet och grad av bentrötthet.

## Organisation
KlinFys är en medicinsk akademisk disciplin och en klinisk medicinsk specialitet i sjukvården i Sverige, Danmark och Finland. I andra länder hanteras klinfys-undersökningar ofta inom de olika organspecialiteterna inom internmedicin, till exempel kardiologi, lungmedicin, njurmedicin, med flera. Kärlundersökningar görs ofta av kärlkirurger, ibland med assistans av specialutbildade så kallade "vascular technologists".
Det finns drygt 30 enheter för klinisk fysiologi i Sverige, ofta på större sjukhus, och de går under olika benämningar - förutom "Avdelning för klinisk fysiologi", ibland "Fysiologklinik", "Fysiologlabb" eller "Fyslab". I Sverige finns cirka 200 läkare som är specialister inom klinisk fysiologi. En klinfys-avdelning är, förutom läkare, vanligen bemannad av biomedicinska analytiker (BMA) som tar emot patienter, utför undersökningar där de samlar in bilder och mätningar. I vissa fall har BMA uppdrag att själva besvara undersökningen på delegering från en läkare, men oftast bedöms undersökningsfynden av läkare som skriver ett skriftligt utlåtande som utgör svaret på en remiss. På klinfys-avdelningar används mycket medicinteknisk utrustning och i fråga om nuklearmedicinverksamhet även radionuklider, därför har avdelningen ofta stöd från medicinteknisk avdelning och ibland sjukhusfysiker.

## Historik, profiler
Som den kliniska fysiologins grundare i Sverige räknas Torgny Sjöstrand (1907–1987), professor vid Karolinska institutet och överläkare vid Karolinska sjukhuset där han gjorde viktiga insatser i tillämpad fysiologi bland annat inom cirkulationsområdet. Nils-Holger Areskog byggde upp klinisk fysiologi i Linköping, och blev så småningom en central person i bildandet av Hälsouniversitetet. Per-Olof Åstrand och Bengt Saltin gjorde viktiga insatser inom arbetsfysiologi, Björn Folkow inom bland annat cirkulationsfysiologi och blodtrycksreglering. För pionjärinsatser inom ekokardiografi bör även Inge Edler och Hellmuth Hertz nämnas. 

## Utvecklingstendenser
Snabb utveckling av främst bildgivande metoder har börjat sudda ut gränserna mellan bilddiagnostik (radiologi) och funktionsdiagnostik. Under perioden 2006–2015 omvandlades klinisk fysiologi till en grenspecialitet inom huvudspecialiteten bild- och funktionsdiagnostik. Kunskapsområdet ansågs dock för omfattande för att hantera inom en specialitet och från 2015 är klinisk fysiologi åter en egen specialitet. Inom sjukvårdsorganisationerna på flera håll i Sverige sker en samverkan mellan klinisk fysiologi, radiologi, nuklearmedicin, och klinisk neurofysiologi, som på vissa sjukhus tillsammans eller delvis ingår i samma sjukvårdsorganisation/verksamhet/område/klinik.